# Krystyna Franiak
Krystyna Maria Franiak (ur. 15 lipca 1948 w Poznaniu) – polska krawcowa i działaczka partyjna, poseł na Sejm PRL VII kadencji.

## Życiorys
W 1962 ukończyła szkołę podstawową, po czym uczęszczała do Zasadniczej Szkoły Odzieżowej w Poznaniu, którą skończyła w 1965. W tym samym roku została brakarzem wyrobów gotowych w Poznańskich Zakładach Przemysłu Odzieżowego im. Komuny Paryskiej „Modena”. W 1970 przystąpiła do Polskiej Zjednoczonej Partii Robotniczej. W 1974 została I sekretarzem OOP, zasiadła też w plenum Komitetu Zakładowego partii, w Komitecie Dzielnicowym na Jeżycach i w Komitecie Wojewódzkim. W 1976 uzyskała mandat posła na Sejm PRL VII kadencji w okręgu Poznań. Zasiadała w Komisji Handlu Wewnętrznego, Drobnej Wytwórczości i Usług oraz w Komisji Przemysłu Lekkiego.